# الحزب الديمقراطي المسيحي (النرويج)
الحزب الديمقراطي المسيحي (بالنرويجية: Kristelig Folkeparti واختصاراً KrF) هو حزب سياسي ديمقراطي مسيحي في النرويج، تأسس عام 1933. الترجمة الحرفية للتسمية النرويجية هي «حزب الشعب المسيحي».
يشبه الحزب نظراءه المتواجدين في دول أوربية أخرى تحت أسماء مماثلة، في كونه حزباً صديقاً للأسرة. ورغم أن الحزب أُسِّس على أساس الدفاع عن القضايا المسيحية الأخلاقية والثقافية، إلا أنه وسّع ملفّه السياسي مع مرور الوقت، مع استمرار القيم التقليدية المسيحية كمميِّز أساسي. ويعتبر بشكل عام حزب من تيار الوسط السياسي يجمع بين وجهات النظر المحافظة اجتماعياً والمواقف الاقتصادية التي تميل إلى اليسار.
كان شيل ماغنه بونديفيك زعيم الديمقراطيين المسيحيين ما بين عامي 1983-1995 من أبرز الشخصيات السياسية في النرويج المعاصرة، حيث شغل منصب رئيس الوزراء لفترتين. أصبح الحزب تحت القيادة السابقة لبونديفيك وهاوغلاند أكثر ميلاً لليسار، وبسبب ضعف نتائجه في انتخابات 2009 البرلمانية شهد صراعا بين جناحيه المحافظ والليبرالي. وتحت قيادة كنوت أريلد هاريده تحوّل الحزب إلى اتجاه أكثر ليبرالية كجزء من عملية «التجديد».

## الأجندة السياسية
فيما يتعلق بالسياسة الاجتماعية يدعم الحزب الديمقراطي المسيحي آراء محافظة بشكل عام. ففيما يتعلق بأمور الحياة يعارض الحزب الموت الرحيم والإجهاض، ويدعم إمكانية الحصول على وسائل منع الحمل كوسيلة لخفض معدلات الإجهاض. كما يرغب في حظر البحوث المتعلقة بالأجنة البشرية، وأعرب عن شكوك حول مقترحات تحرير قوانين التكنولوجيا الحيوية في النرويج. وفيما يتعلق بقضايا حقوق المثليين يدعم الحزب إمكانية العيش المشترك للمثليين، لكنه يعارض زواج المثليين وحقهم في التبني.
عارض الحزب عضوية النرويج في الجماعة الأوروبية في استفتاء 1972. كما يُعتبر الحزب بشكل عام مؤيداً لإسرائيل، حيث يعارض مقاطعة اسرائيل وينظر بتفاؤل لنمو العلاقات الاقتصادية بين النرويج وإسرائيل. والتزاماً بهذا الموقف، لم يُدِن علناً العمليات العسكرية الإسرائيلية في غزة بعد أحداث السابع من أكتوبر 2023، كما رفض وصفها بأنها إبادة جماعية، بينما تعرّض لانتقادات مرتبطة بـ"الصمت المريب" في هذا الملف.

## التاريخ

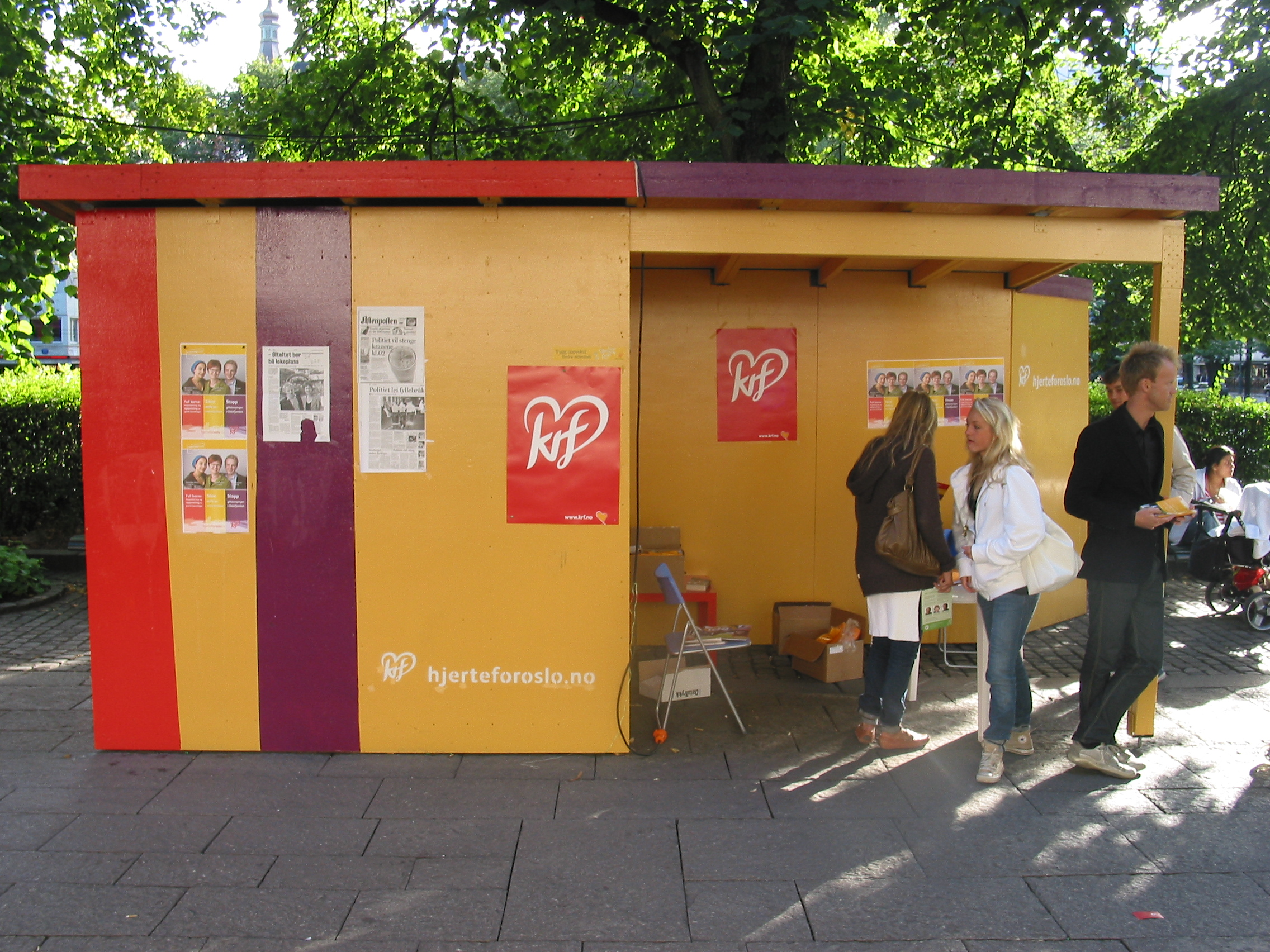
كشك انتخابي للحزب الديمقراطي المسيحي في شارع كارل يوهان بأوسلو.

تأسس الحزب كرد فعل على العلمانية المتنامية في النرويج في فترة الثلاثينيات. وحصل على ثمانية مقاعد برلمانية عام 1945، في أول انتخابات بعد الاحتلال النازي للنرويج.
في فترة الستينيات والسبعينيات انضم الحزب إلى عدة تحالفات مع أحزاب الوسط والمحافظين والليبراليين شكّلت حكومات ائتلافية مختلفة.
وفي عام 1980 بلغ عدد أعضاء الحزب 69 ألف عضو، وهو رقم قياسي في تاريخه. وتلا ذلك في الثمانينيات أن شارك الديمقراطيون المسيحيون في عدة حكومات ائتلافية مع حزبي المحافظين والوسط.
وفي عام 1997 حصد الديمقراطيون المسيحيون 13.7٪ من الأصوات، وحصلوا على 25 مقعدا في البرلمان. وشغل شيل ماغنه بونديفيك منصب رئيس الوزراء بين عامي 1997-2000 في ائتلاف مع الحزب الليبرالي وحزب الوسط، ثم بين عامي 2001 -2005 في ائتلاف مع الحزب الليبرالي وحزب المحافظين.
في انتخابات عام 2005 حصل الحزب على 6.8٪ فقط من إجمالي الأصوات، وأصبح جزءا من المعارضة في البرلمان، واستمرت النسبة في الانخفاض إلى 5.5% في انتخابات 2009. بعد حصوله على 5.6% في انتخابات 2013 البرلمانية قرر الحزب دعم الائتلاف الحاكم من حزبي المحافظين والتقدم. تراجع الحزب في انتخابات 2017 إلى نسبة 4.2% من الأصوات، وفي انتخابات 2021 فشل في تجاوز عتبة الانتخابات البالغة 4٪ لتسوية المقاعد حيث حصل على ثلاثة مقاعد فقط في البرلمان.

## قاعدة التصويت
جغرافياُ تعتبر منطقة جنوب النرويج المحافظة (ما يسمّى بالحزام الإنجيلي) أكثر المناطق دعما للحزب الديمقراطي المسيحي. ففي انتخابات عام 2005 كانت أفضل نتائج الحزب في فست أغدر بنسبة 18.9٪ من الأصوات، مقارنة بمتوسط عام بلغ 6.8٪.
وكحزب يركَز على القيم المسيحية فمن الطبيعي أن يحظى بدعم من المواطنين المسيحيين المحافِظين، حيث يؤيد معظم هؤلاء القيم التقليدية ويعارضون - على سبيل المثال - زواج المثليين. ويُعتبر حزب التقدم المنافس الرئيسي للديمقراطيين المسيحيين لحصد الأصوات المسيحية المحافِظة، رغم تحوّل الكثير من تلك الأصوات أصلاً إلى أحزاب مسيحية يمينية أخرى غير ممثَّلة في البرلمان.

## رؤساء وزراء وسياسيون من الحزب
شيل ماغنه بونديفيك - رئيس وزراء (1997–2000) و (2001–2005)
لارس كورفالد - رئيس وزراء (1972–1973)
كوره كريستيانسن